# L'amore artigiano
L'amore artigiano è un dramma giocoso in tre atti scritto da Carlo Goldoni (con lo pseudonimo di Polisseno Fegejo, pastore arcade) e musicato da Gaetano Latilla. Fu rappresentato per la prima volta il 27 dicembre del 1760 al Teatro Sant'Angelo di Venezia, con scene di Giovanni Francesco Costa, costumi di Lazzaro Maffei e coreografie di Gennaro Magri.

## Trama
Il bel boscaiolo Giannino, benché fidanzato con Angiolina, fabbricante di parrucche (cuffiara), si è innamorato della sartina Rosina, figlia del calzolaio Bernardo. Per una serie di equivoci, Costanza crede che Angiolina stia trescando con il suo amato cameriere Fabrizio. La vicenda si concluderà con due matrimoni, tra Giannino e Rosina e tra Bernardo e Angiolina, che in coro canteranno: Viva, viva il dio d'Amore / che consola i petti umani, / e nel cor degli artigiani / è più schietto, ed è miglior. 

## Cast della prima rappresentazione
- Madama Costanza, soprano, Giovanna Cesati
- Fabrizio, tenore, Domenico Pacini
- Bernardo, baritono, Giacomo Fiorini
- Rosina, contralto, Teresa Alberis
- Angiolina, soprano, Rosa Dei
- Giannino, baritono, Domenico De Angiolini
- Titta, baritono, Giuseppe Mienci